# Útušice
Útušice (deutsch Autuschitz) ist eine Gemeinde mit 555 Einwohnern in Tschechien. Sie liegt sieben Kilometer südlich des Stadtzentrums von Pilsen an der Úhlava und gehört zum Okres Plzeň-jih. Die Katasterfläche beträgt 1566 ha.

## Geographie
Der Ort am Stadtrand von Pilsen befindet sich in 335 m ü. M. am linken Ufer der Úhlava im Seitental des Útušický potok. Nördlich des Dorfes befindet sich die Stadtumfahrung Pilsen der Autobahn D 5/Europastraße 50 mit der Úhlavatalbrücke. Im Osten am gegenüberliegenden Úhlavaufer liegt der Hügel Val (434 m), durch den der Autobahntunnel Valík führt. Nordwestlich liegt die Autobahnabfahrt Plzeň-jih zur Europastraße 53/Staatsstraße 27 von Pilsen nach Přeštice. Südlich führt die Staatsstraße 180 von Starý Plzenec nach Dobřany vorbei.
Nachbarorte sind Radobyčice im Norden, Černice im Nordosten, Štěnovice im Osten, Robčice im Süden, Šlovice im Westen und Litice im Nordwesten.

## Geschichte
Die Anfänge des Ortes reichen bis ins 13. Jahrhundert zurück. Um ein Gehöft entstanden im Laufe der Jahre weitere Kaluppen. Erstmals urkundlich nachweisbar ist das seinerzeit aus etwa 15 bis 20 großen Bauernhöfen bestehende Dorf im Jahre 1393. Besitzer waren verschiedene Adelsfamilien, lange Zeit gehörte der Ort zur Herrschaft Štěnovice. Im Laufe der Jahrhunderte blieb Útušice ein Bauerndorf. Der Ortsname variierte zwischen Hautušice, Hutušice, Houtušice, Hutuší, Huduší, Autušice, Outušice und seit 1875 setzte sich die heutige Ortsbezeichnung durch. Im deutschen Sprachgebrauch wurde Autuschitz verwendet.
Nach der Aufhebung der Patrimonialherrschaften wurde Autuschitz 1850 zu einer selbständigen Gemeinde, in der etwa 230 Menschen lebten.
1920 war die Einwohnerzahl auf 507 angestiegen.
In den 1950er Jahren wurden die Bauern kollektiviert, und Útušice wurde zum Sitz einer landwirtschaftlichen Genossenschaft, die 1954 eine Rinderstallanlage errichtete. In den 1960er Jahren wurde der Schulbetrieb eingestellt und die Schüler nach Štěnovice überwiesen.

## Gemeindegliederung
Zur Gemeinde Útušice gehört der Ortsteil Robčice (Robcitz).

## Sehenswürdigkeiten
- Kapelle mit Glockentürmchen, am Dorfplatz, erbaut zu Beginn des 19. Jahrhunderts
- bemalte hölzerne Statue der Hl. Johannes von Nepomuk aus dem 19. Jahrhundert